# Ferdinand Hodler
Ferdinand Hodler, född 14 mars 1853 i Bern, död 19 maj 1918 i Genève, var en schweizisk målare inom symbolism och jugend.

## Biografi
Ferdinand Hodler var elev till den Ingres-skolade Barthélemy Menn. Hodler påverkades dock i egentlig mening endast av äldre konst som Hans Holbein den yngre, Rembrandt och Diego Velázquez samt i någon mån av Pierre Puvis de Chavannes. Omkring 1890 fann han plötsligt sin egen stil och arbetade därefter med ideala, symboliska figurbilder i bleka färger med kraftigt, framhävt rytmiskt linjespel. Hans kompositioner var monumentala inte enbart till formatet utan genom sin lugna storhet i uppfattningen och utfördes ofta al fresco. Samma prägel har hans skildringar av det schweiziska landskapets alptoppar och fjällsjöar. Han förblev länge ganska ensam och oförstådd men slog efter en utställning i Wiener Sezession 1904 med ett slag igenom hos den tyska konstkritiken och hedrades snart även i sitt hemland och i Frankrike som en av sin samtids största målare. Bland hans verk märks Natten (1890), Uppgåendet i alltet (1892), Eurytmien (1895) och Dagen (1900), alla i museet i Bern. Vidare märks Återtåget från Marignano (1896-1900, Landesmuseum, Zürich) och Die Einmütigkeit (1913, rådhuset i Hannover).

## Galleri

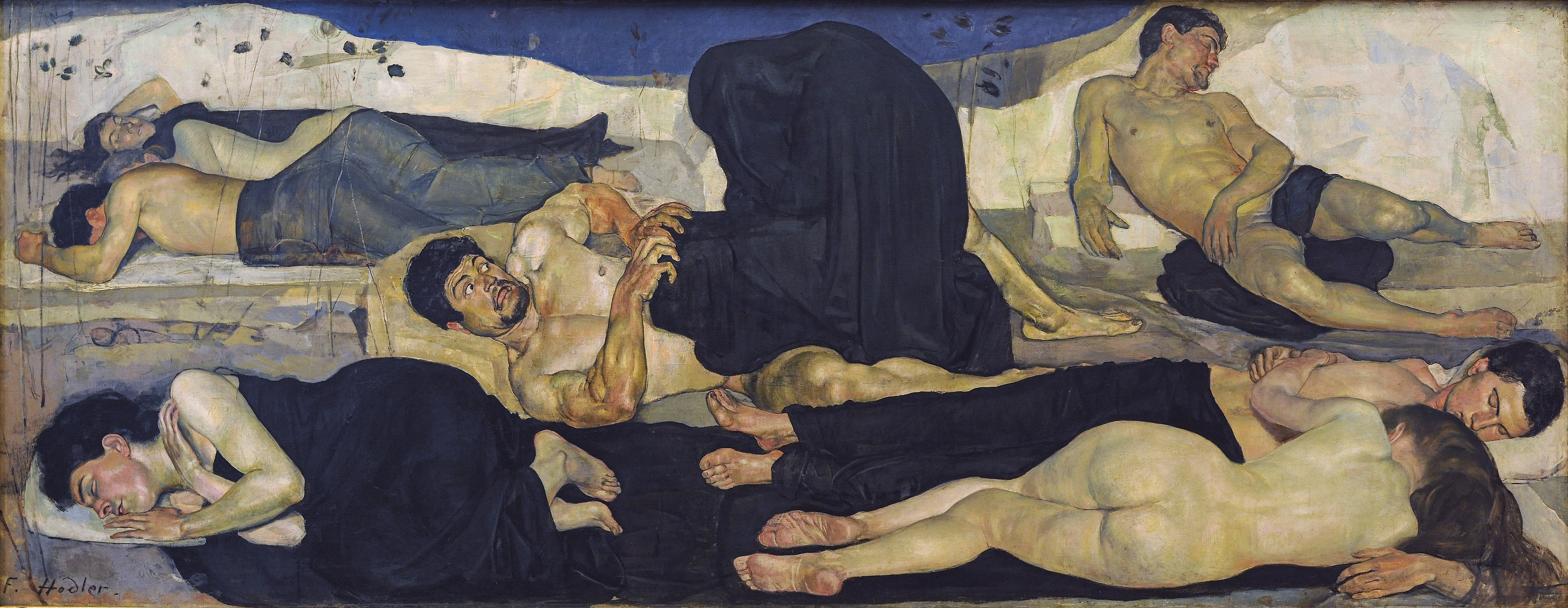
Die Nacht (1889-1890), olja på duk, 116,5×299 cm, Kunstmuseum Bern.
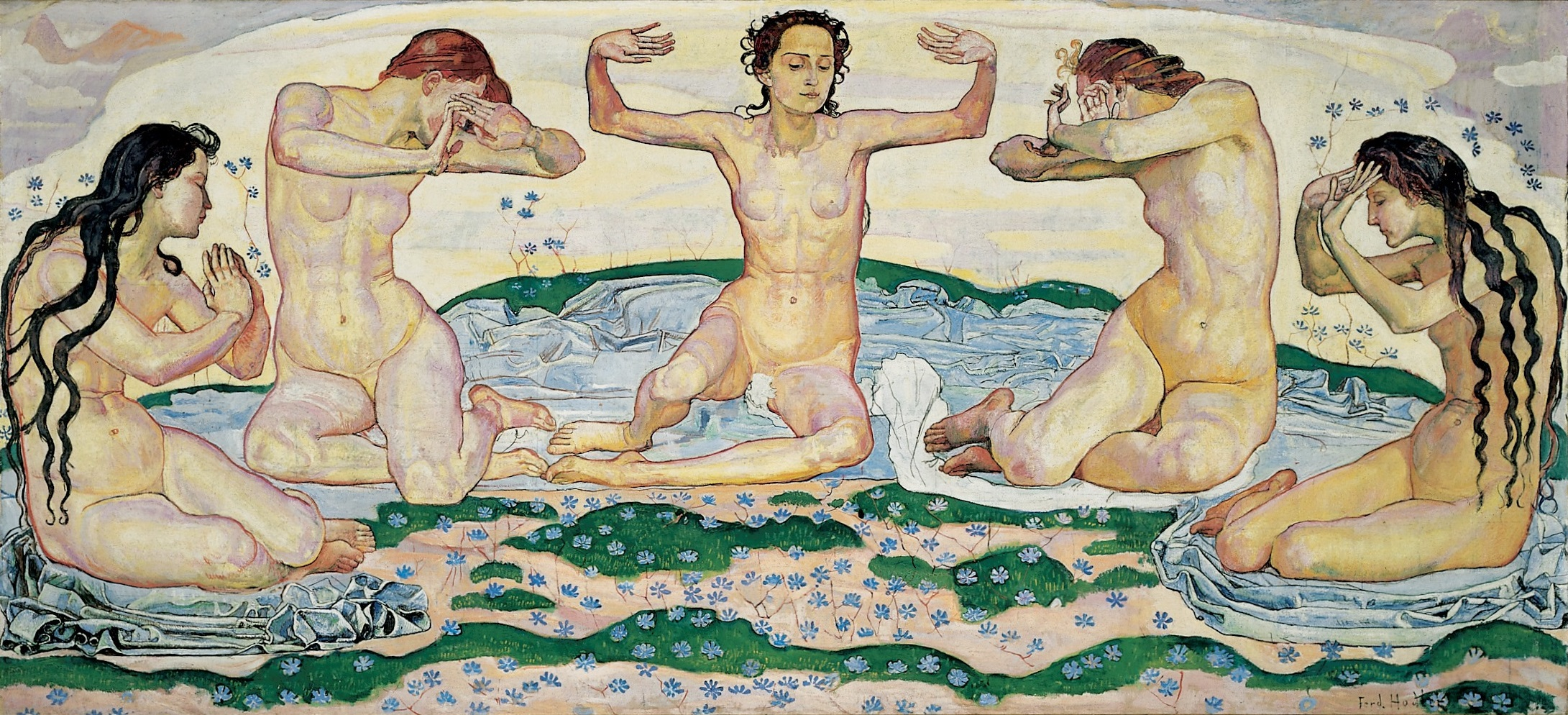
Der Tag (1899-1900), olja på duk, 160×352 cm, Kunstmuseum Bern.